# Rag, Bush and All
Rag, Bush and All ist ein Jazzalbum von Henry Threadgill. Die im Dezember 1988 in den Clinton Recording Studios, New York City, entstandenen Aufnahmen erschienen 1989 auf Novus Records.

## Hintergrund
Rag Bush and All war das letzte Album des Henry Threadgill Sextet, nach When Was That? (1982), Just the Facts and Pass the Bucket (1983), Subject to Change (1985), You Know The Number (1986) und Easily Slip Into Another World (1988). In den 1990er-Jahren setzte Threadgill seine Arbeit mit der Band Very Very Circus fort, deren erstes Album Spirit of Nuff...Nuff (1991) war.

## Titelliste
- Henry Threadgill Sextett: Rag, Bush and All (Novus 3052-1-N)[1]

1. Off The Rag 12:40
2. The Devil Is On The Loose And Dancin’ Witha Monkey 6:44
3. Gift 5:44
4. Sweet Holy Rag 13:20

Die Kompositionen stammen von Henry Threadgill.

## Rezeption
Scott Yanow verlieh dem Album in Allmusic viereinhalb Sterne und lobte, das Album sei eine perfekte Mischung aus Improvisation und Komposition, bediene sich alter Mittel und schaffe damit neue Musik. Die Besetzung erinnere mit ihrem Cello-Bass-Interplay an Ornette Colemans Double Quartet (Free Jazz, 1961) mit dem einmaligen Team von Scott LaFaro und Charlie Haden. Die organisierten Bläserparts und die Riffs hinter den Leadstimmen seien recht originell und manchmal interessanter als die Soli selbst. Das Album sei für Hörer mit offenen Ohren sehr zu empfehlen.
Ian Carr schrieb im Rough Guide Jazz, Threadgill, der meist Altsaxophon auf diesem wunderbaren Album spiele, habe mit dem Bassisten Fred Hopkins einen hervorragender Zeitspieler und Solisten in der Band. In dieser Session der Superlative zeige sich Threadgills sehr abwechslungsreiches Komponieren, seine Fähigkeiten in der Organisation der langen Stücke, damit sie schön atmen, die dramatischen Wechsel von Tempo und Raum und sein subtiler Einsatz der Rhythmusgruppe aus zwei Schlagzeugern und einem Bass.
Richard Cook und Brian Morton zeichneten das Album mit dreieinhalb Sternen aus und schrieben in der sechsten Auflage des Penguin Guide to Jazz, Threadgills Rag, Bush and All steche als eines der besten Alben der späten 1980er-Jahre heraus. Nicht kategorisierbar, aber durchweg von Threadgills unverwechselbaren tonalen, klanglichen und rhythmischen Mitteln geprägt, verlagere es den Schwerpunkt weg von kleineren, von Bläsern dominierten Melodien hin zu großzügigen Themen, die nach und nach, wie schon beim einleitenden „Off the Rag“ und dem langen Schluss „Sweet Holy Rag“, eine feste Strukturlogik offenbarten.